# ポール・ティベッツ
ポール・ウォーフィールド・ティベッツ・ジュニア（Paul Warfield Tibbets, Jr., 1915年2月23日 - 2007年11月1日）は、アメリカ合衆国の軍人。最終階級は空軍准将。1945年8月6日、広島市に原子爆弾「リトルボーイ」を投下したB-29爆撃機「エノラ・ゲイ」の機長として有名である。

## 経歴
1915年2月23日、アメリカ合衆国イリノイ州クインシーで菓子卸問屋の父ポール・ウォーフィールド・ティベッツと母エノラ・ゲイの息子として生まれる。
アイオワ州で暮らした後、フロリダ州マイアミに転居する。1928年にイリノイ州オールトンの私立のウェスタン・ミリタリーアカデミーに入学。1933年にフロリダ大学に入学。その後シンシナティ医科大学に入学し、1937年に同大学を卒業。オハイオ州デイトンのライト・パターソン空軍基地で陸軍航空隊に入隊した。
1937年2月25日にケンタッキー州フォート・トマスで陸軍士官候補生となる。太平洋戦争が始まると、第29爆撃隊でB-17爆撃機を操縦した。その後フロリダ州タンパのマクディール基地で第40航空団97爆撃隊の指揮官となる。1942年にはドイツへの爆撃任務を行った。

### 原爆投下作戦
1944年8月29日午後、陸軍航空隊副参謀長ザイルズは、それまで原爆投下部隊隊長の候補者ではなかったティベッツを審査のうえで候補者に変更した。1944年12月、原爆投下部隊である第509混成部隊の部隊長を拝命し、部隊を編成する。以降、ネバダ砂漠の秘密基地にて原爆投下の演習を繰り返した。原爆投下作戦の責任者となったティベッツのあらゆる要望は認められ、準備は進められた。
1945年5月、第509混成部隊は太平洋のマリアナ諸島テニアン島に移動。第20空軍に編入。マンハッタン計画責任者レズリー・グローヴス少将は精密作業能力を持つ軍工場があり、深い港があるグアムを考えていたが、ティベッツが最良の滑走路があるテニアンを希望した。マリアナに移るとティベッツは、現地司令カーチス・ルメイ中将に対し、上陸作戦は犠牲が大きいため、原爆が日本人に分別を持たせ、無用な流血が避けられればいいと語った。ルメイはティベッツに日本上空を飛ばないように注意したが、ティベッツは必ず自分で原爆投下に飛ぶと決めていた。
第509混成部隊を原爆任務から降ろし、他の補充や航空隊に編入する話が持ち上がっていたが、1945年7月19日、ティベッツはルメイに対し、第509混成部隊をいじらないでほしい、最初の原爆は自分で指揮するつもりだと説得した。1945年7月20日、東京空襲に初めて第509混成部隊10班を選んだ。目的は、日本人に単機による高空からの一発の爆弾投下に慣れさせるためである。広島、京都、小倉は原爆のため爆撃を禁止したが、他は自由に爆撃させた。第509混成部隊は日本本土にてパンプキン爆弾と呼ばれる模擬原爆を使い、京都、広島、新潟、小倉などを爆撃し百数名あまりの日本人の犠牲者を出しながら原爆投下の練習をした。
1945年8月2日、ティベッツは前日作成した命令書草案に書けなかった細目について決めるため、ルメイを司令部へ訪れる。目標に関して、ルメイは京都に反対し、広島に賛成した。ティベッツは「私もいつも広島のつもりでした」と話した。そして、ティベッツが立案した原爆投下の命令書草案は、ほぼそのまま命令書第13号としてルメイからティベッツに渡された。
1945年8月6日午前2時45分、ポール・ティベッツ大佐はB-29爆撃機「エノラ・ゲイ」をテニアン島から離陸させ、同機は北に向かって6時間飛行し日本列島に到着した。そして午前8時15分、ティベッツは広島市上空で原子爆弾を投下した。このB29につけられた名前の「エノラ・ゲイ」は、ティベッツが母親の名前から命名した。

### 戦後
戦後は1940年代後半から1950年代にかけて、ティベッツは多くの原爆実験に参画し、アメリカで最初のジェット爆撃機のボーイングB-47爆撃機の開発に貢献した。
1954年にはNATOのスタッフとして、フランスのパリに着任した。1959年には准将に昇進し、マクディール空軍基地の司令に着任した。インド駐在武官を最後に1966年8月31日に空軍を退役し、1976年にはオハイオ州コロンバスに本拠を置くジェット・アヴィエーション社の社長に就任した。
1976年10月には、テキサス州ハーリンジンで行われた航空ショーに招待され、原爆投下を再現するショーを行った。この際、地上で爆薬を爆発させてキノコ雲を作る演出が行われたが、このイベントが国際ニュースとして報道されると広島市長らから強い抗議を受けることとなり、最終的にアメリカ政府が日本政府に公式に謝罪する騒ぎにまでなった。
1980年、アメリカを訪問した高橋昭博はティベッツの元を訪れた。ティベッツはケロイドの残る高橋の右手を見て、「原爆のやけどですか」と顔をこわばらせた。話をした30分間、高橋の右手を両手で握ったままだった。2人はその後10年以上、文通を続けた。
1983年、アラバマ州空軍指揮幕僚学校卒業式で航空200年祭が催され、招待された元日本海軍パイロット坂井三郎はティベッツの参加・同席を「被爆国国民としてどう思うか」と司会者に問われ、軍人として命令を遂行するのは当然であり、仮に坂井が日本軍軍人として原爆投下を命令されれば実行したこと、原爆投下の道義的責任はハリー・S・トルーマン大統領にあると話した。ティベッツは涙を浮かべて坂井と握手したという。
2005年のTBSテレビによる戦後60年特別企画番組のインタビューでは、原爆投下時の心情について「興奮はしなかった。（そのとき何を思ったか？よろしい教えよう）任務に成功してホッとしていたよ。理解できんだろうがね・・・」と語った。
かねてから心臓病を患っており、2007年11月1日、脳卒中により92歳で没した。原爆投下に批判的な人々の抗議運動への懸念から、友人に死後は葬式を行ったり墓石を造ったりしないよう頼んでいた。遺言に従い、ティベッツの遺灰は海に散骨された。
ティベッツの死に対して、被爆者たちはティベッツが生前に「原爆投下」を肯定し続け、良心の呵責をみせることも、また謝罪することも無かったことに遺憾の意を表した。ティベッツは、戦後の長崎は訪れたものの、広島を訪れることはなかった。息子のジーン・ティベッツは、オバマ政権が2010年8月6日の広島平和記念式典にジョン・ルース駐日アメリカ合衆国大使を出席させたことに不満の声をあげている。孫のポール・ティベッツ4世中佐は、アメリカ空軍第509爆撃航空団（509BW）に所属しステルス爆撃機B-2のパイロットとなった。

## 広島原爆、ティベッツが登場する映画
- 『The Beginning or the End』（1947年）。日本語訳では『初めか終わりか』[16]。第509混成部隊の作戦をドキュメンタリー映画として映画化されている。ティベッツ役にバリー・ネルソン (Barry Nelson)が起用された。字幕なし。The Beginning Of The End 1947 - USA Atomic Bomb 🇺🇸 - YouTube

- 『決戦攻撃命令』　第509混成部隊の訓練と作戦がハリウッド映画である『Above and Beyond』（1952年）で映画化された。ティベッツ役にロバート・テイラー( Robert Taylor)が起用された。日本では有料映画サイトやDVDで鑑賞が可能である。予告編　 Above And Beyond (1952) Official Trailer - YouTube